# GIPC2
Họ protein chứa domain PDZ GIPC, thành viên 2 (GIPC2) (tiếng Anh: GIPC PDZ domain containing family, member 2) là protein ở người được mã hóa bởi gen GIPC2.